# Sonate K. 474
La sonate K. 474 (F.418/L.203) en mi bémol majeur est une œuvre pour clavier du compositeur italien Domenico Scarlatti.

## Présentation
La sonate K. 474, en mi bémol majeur, notée Andante è cantabile, forme une paire avec la sonate suivante.
Malipiero trouve dans les mesures 4 à 7, un écho dans le nocturne en si majeur de Frédéric Chopin, qui offre un exemple frappant de l'habitude de Scarlatti de « distinguer un certain passage à considérer en modifiant brusquement le rythme des phrases, syntaxe et texture logique pour créer quelque chose de particulier, puis ramène le passage relativement inchangé à un moment ultérieur » (Chris Willis). Le cas est ici la courte section avec une octave staccato qui bondit à la main gauche, contre une figure à consonance espagnole à la main droite. Rita Benton considère cette façon de traiter une section comme « partie du mouvement général de la pièce, pas un segment entièrement indépendant ou contrasté de celui-ci ».

## Manuscrits
Le manuscrit principal est le numéro 21 du volume XI (Ms. 9782) de Venise (1756), copié pour Maria Barbara ; les autres sont Parme XIII 21 (Ms. A. G. 31418), Münster I 9 (Sant Hs 3964) et Vienne C 9 (VII 28011 C) et G 45 (VII 28011 G) et Q 15114 (no 1). Une copie figure à Montserrat, ms. AM 656 ; une à la Morgan Library, manuscrit Cary 703 no 110 ; une à Lisbonne, ms. FCR/194.1 (no 33).

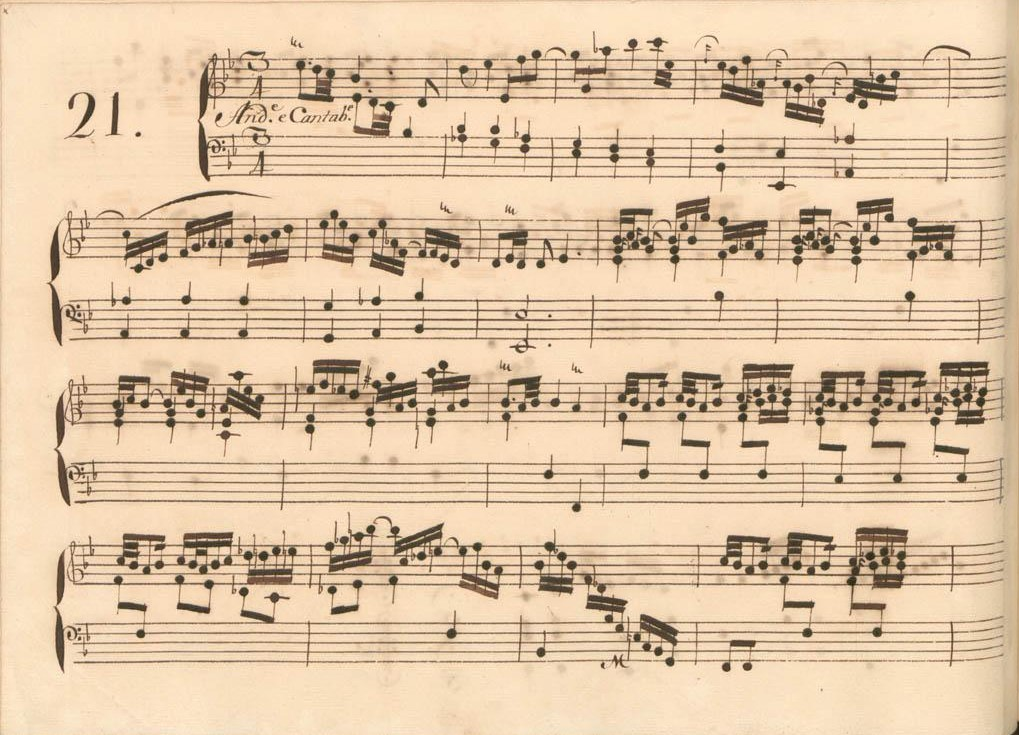
Parme XIII 21.
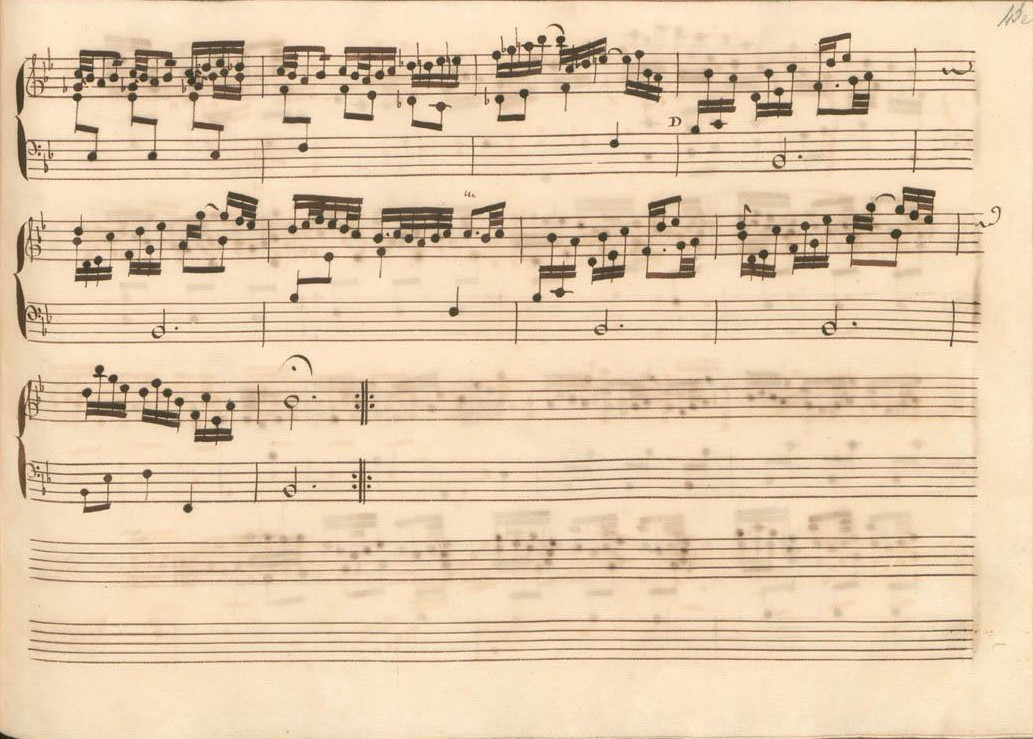
Parme XIII 21 (fin de la première section).
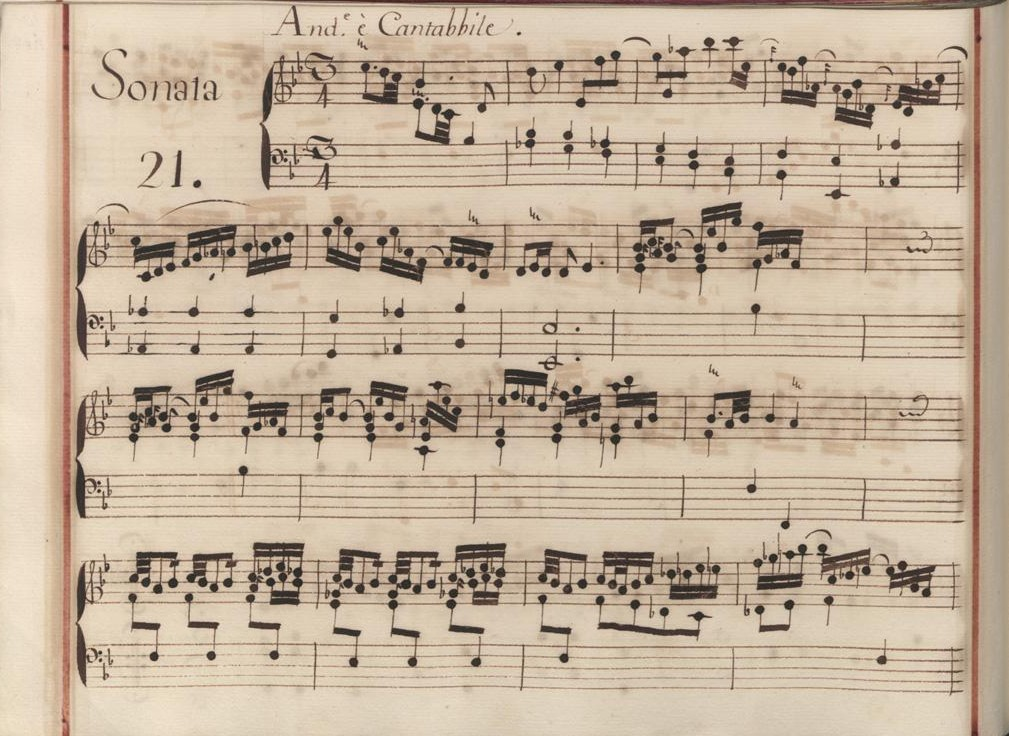
Venise XI 21.
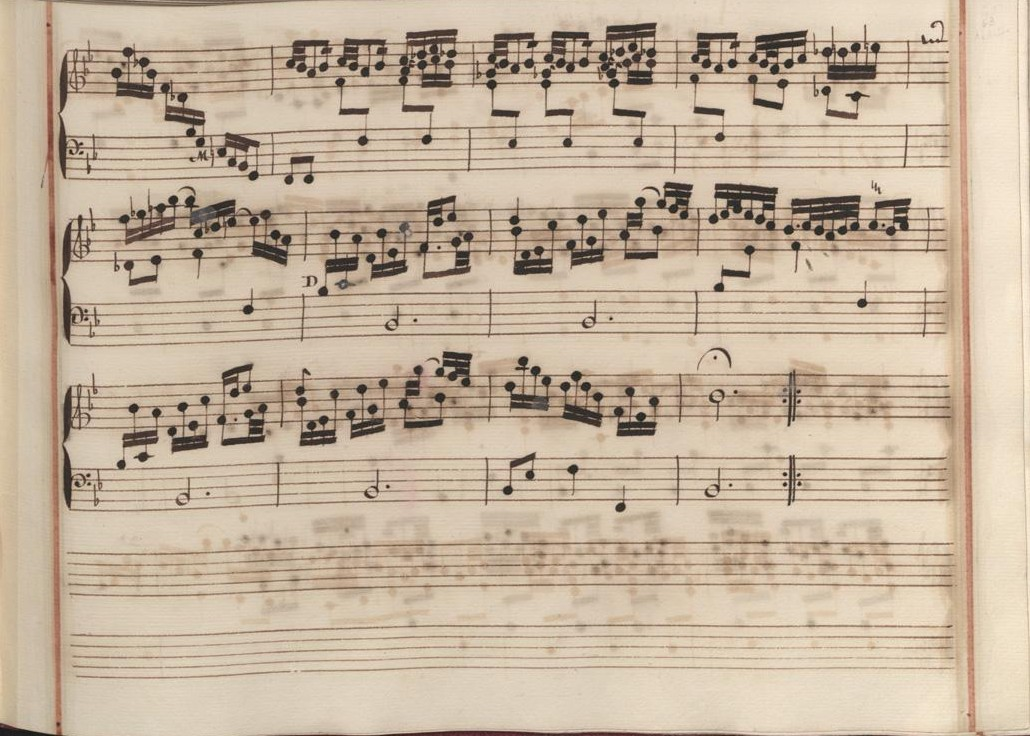
Venise XI 21 (fin de la première section).
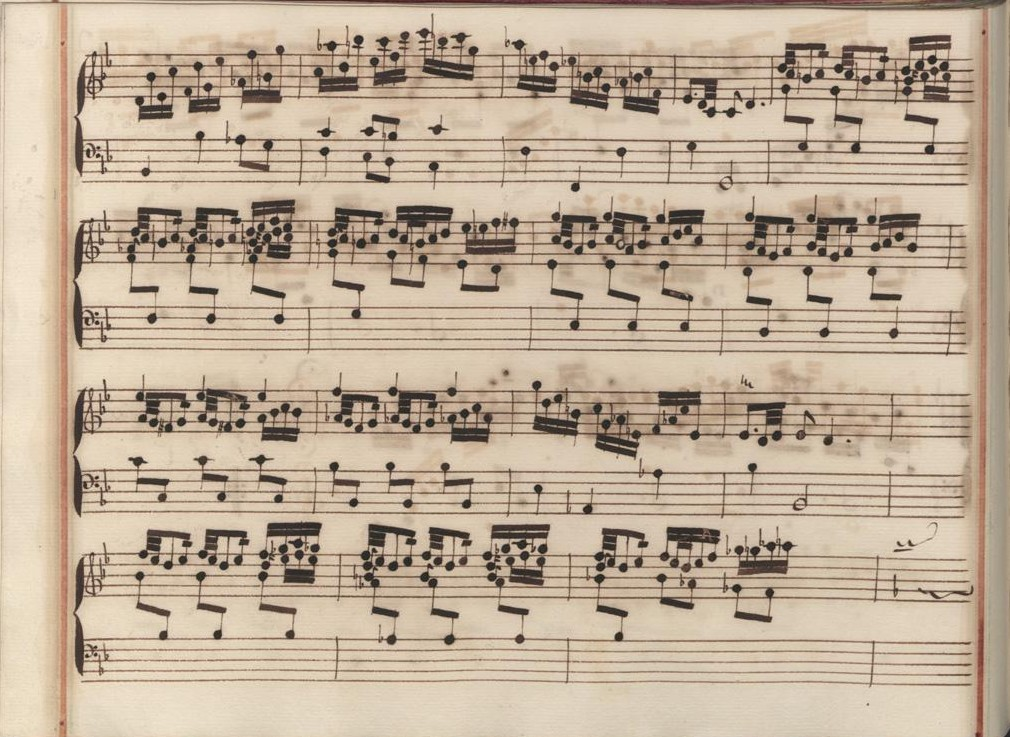
Venise XI 21 (début de la seconde section).
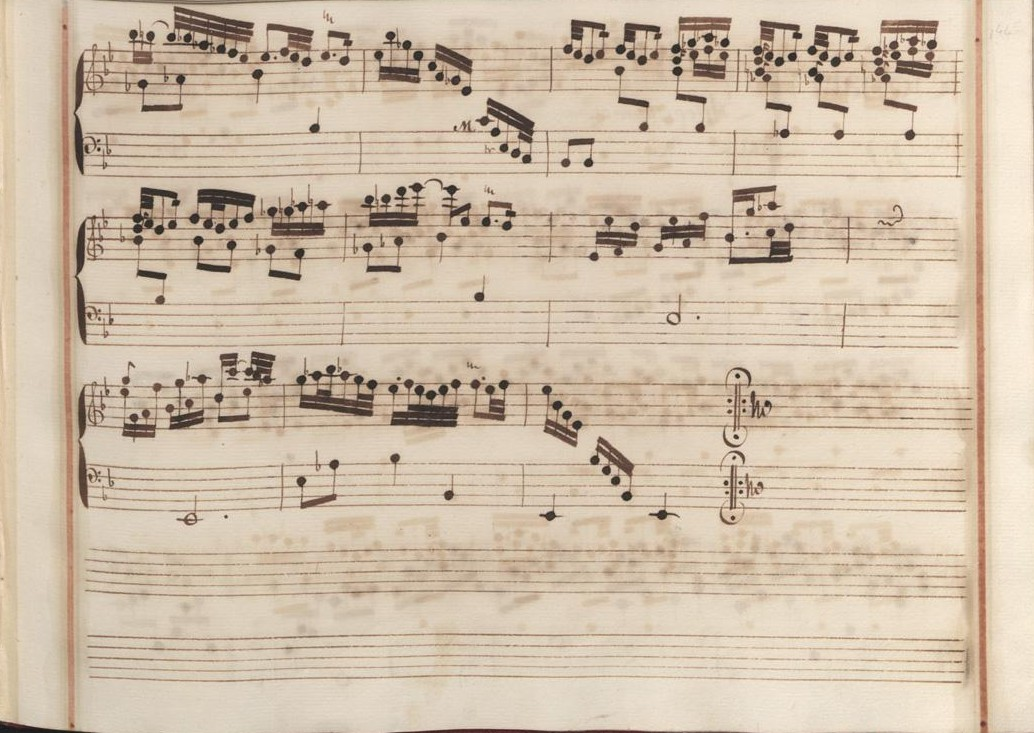
Venise XI 21 (fin de la sonate).

## Interprètes
La sonate K. 474 est défendue au piano, notamment par Marcelle Meyer (1948 et 1954, EMI), Vladimir Horowitz (1964, Sony), Christian Zacharias (1979, EMI), Fou Ts'ong (1984, Collins/Meridian), András Schiff (1987, Decca), Balázs Szokolay, (1988, Naxos), Beatrice Long (1996, Naxos, vol. 4), Racha Arodaky (2007, Zig-Zag Territoires), Carlo Grante (2016, Music & Arts, vol. 5), Angela Hewitt (2017, Hyperion, vol. 2), Lucas Debargue (2019, Sony) et Hikari Fukuda (2025, OMF).
Au clavecin ell est interprétée par Scott Ross (1985, Erato), Richard Lester (2004, Nimbus, vol. 4), Pieter-Jan Belder (Brilliant Classics, vol. 10), Carole Cerasi (2010, Metronome), Frédérick Haas (2016, Hitasura), Pierre Hantaï (2016, Mirare, vol. 5) et Lillian Gordis (2018, Paraty). Leo Brouwer en a donné une transcription pour guitare qu'il a enregistrée pour le label Erato (1974), parmi une douzaine de sonates, Narciso Yepes (1985, DG) et Fábio Zanon (2006, Musical Heritage).
Le Quatuor de saxophones italien en donne une transcription (2017, Da Vinci Classics).

## Sources
: document utilisé comme source pour la rédaction de cet article.
- (en) Rita Benton (thèse de master), Form in the sonatas of Domenico Scarlatti, Université de Rochester, 1951 (réimpr. 1958), iv-127 (OCLC 190707323)
- Ralph Kirkpatrick (trad. de l'anglais par Dennis Collins), Domenico Scarlatti, Paris, Lattès, coll. « Musique et Musiciens », 1982 (1re éd. 1953 (en)), 493 p. (ISBN 978-2-7096-0118-4, OCLC 954954205, BNF 34689181).
- Alain de Chambure, « Domenico Scarlatti : Intégrale des sonates — Scott Ross », Erato (2564-62092-2), 1985 (OCLC 891183737) .
- (en) Chris Willis, « One-man show : improvisation as theatre in Domenico Scarlatti's keyboard sonatas », dans Massimiliano Sala et W. Dean Sutcliffe (dir.), Domenico Scarlatti adventures : essays to commemorate the 250th anniversary of his death, Bologne, UT Orpheus, coll. « Ad Parnassum studies » (no 3), 2008 (ISBN 978-88-8109-462-2, OCLC 191658834, présentation en ligne)
- (es) Celestino Yáñez Navarro (thèse), Nuevas aportaciones para el estudio de las sonatas de Domenico Scarlatti. Los manuscritos del Archivo de Música de las Catedrales de Zaragoza, Université autonome de Barcelone, 2016 (lire en ligne)
- (en) Carlo Grante, « Domenico Scarlatti, intégrale des sonates pour clavier (vol. 5) », Music & Arts (CD-1294), 2017 (OCLC 1079366528) .